# Sint-Gummaruskerk (Lier)
De Sint-Gummaruskerk is een kerk in de Belgische stad Lier, provincie Antwerpen, gewijd aan de heilige Gummarus van Lier. In de kerk hangt ook een herdenkingskader met 60 slachtoffers van de Eerste Wereldoorlog.
De Sint-Gummarustoren (Lier), in Lier gekend als "de peperbus", is de toren van de Sint-Gummaruskerk. Deze toren is de oudste Brabantse toren en werd gebouwd naar de plannen van Hendrik Meys. De bouw van de toren werd gestart in 1378.

## Bouwgeschiedenis
De Sint-Gummaruskerk is een Brabants-gotische kerk die tussen 1378 en 1540 tot stand kwam. De bouw verliep in fases, of juister, met horten en stoten, naargelang nieuwe geldmiddelen gevonden werden. Meermaals verleende de toenmalige kerkoverste, de bisschop van Kamerijk, kerkelijke gunsten (zoals aflaten) aan wie financieel bijdroeg tot de bouw. De toren werd eerst en afzonderlijk gebouwd, en pas later geïntegreerd in het kerkgebouw.
De Mechelse architect Hendrik Meys was haar eerste architect. Nadien volgden verschillende leden van de familie Keldermans evenals Herman en Domien de Waghemakere. Ze verving een romaanse kerk uit de 10e eeuw die was toegewijd aan Johannes de Doper. De Sint-Romboutskathedraal van Mechelen gold als voorbeeld waarvan een aantal elementen zijn overgenomen die vooral het priesterkoor en het schip van de kerk hebben beïnvloed.

## Kerkschatten
Het hoofdaltaar is 19e-eeuws en wordt versierd door retabels van Jan Anthony die het leven van Gummarus van Lier evoceren. Het Sint-Gummarusaltaar is 17e-eeuws en werd door Johannes van Mildert vervaardigd.
Opvallend is ook het 16e-eeuwse oksaal dat het koor van het schip van de kerk scheidt. De kansel uit 1640-42 werd ontworpen door Erasmus Quellinus I en zijn zoon Artus. De beeldsnijder was Pieter Verbruggen. Hij maakte een uniek voorbeeld in de Nederlanden uit die periode, een van de eerste naturalistische preekstoelen, gedragen door gracieuze kariatiden die de aartsengelen uitbeelden.
De schatkamer van de kerk bewaart de Lierse lijkwade, een van de 69 kopieën van de lijkwade van Turijn.

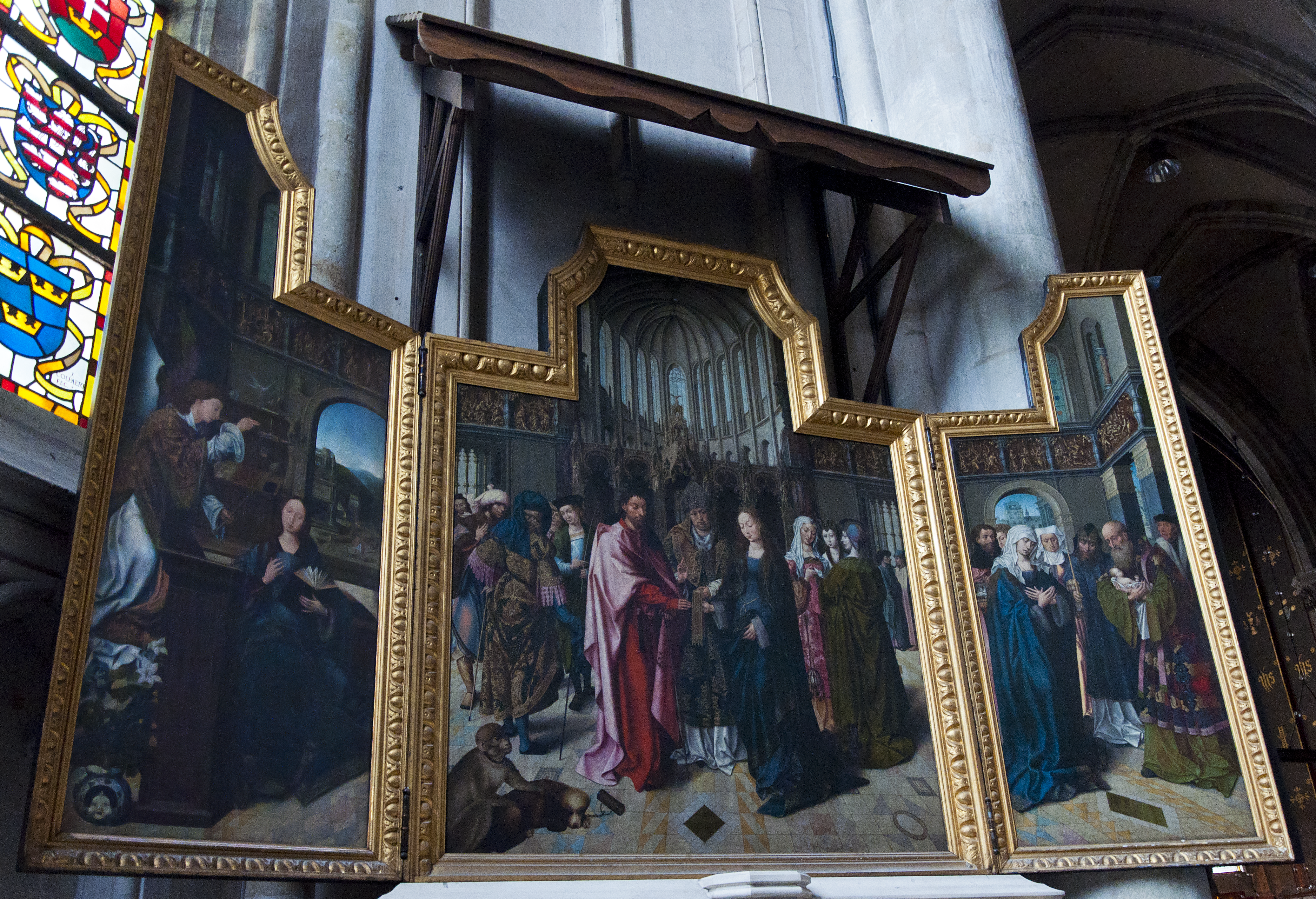
De Colibranttriptiek (1516)

### Schilderijen
Onder de schilderijen in de kerk bevinden zich onder andere de Marteling van Sint-Sebastiaan en het Sint-Elooidrieluik, beide vervaardigd door lokale schilder Adriaen de Bie.

#### De Colibranttriptiek
Prominent aanwezig is de Colibranttriptiek , een schilderij van Goswin van der Weyden, kleinzoon van de befaamde Rogier van der Weyden (Vlaamse Meesters in Situ). De Colibrants waren een invloedrijke familie in Lier. De Colibranttriptiek werd aan een aantal schilders toegeschreven waaronder Goswins grootvader Rogier maar ook aan Quinten Massijs (I) en Gerard David. Het middenpaneel toont het huwelijk van Jozef en Maria, het linkerzijluik de Annunciatie en het rechterzijluik de Opdracht in de Tempel. Aan de achterzijde van de zijluiken staan grisailles van de schenkers. Het streven naar de perfectie in het tonen van de realiteit was voor van der Weyden, via de symboliek van die tijd, een middel om te verwijzen naar een onzichtbare en hogere wereld.

### Glasramen
De kerk bevat een schat aan historische glasramen, die toelaat de evolutie van deze kunst te bewonderen en te bestuderen, van de gotische en renaissanceperiode, over de neogotiek en neorenaissance tot het modernisme. Dit is quasi uniek in België en zelfs op Europees vlak zeer zeldzaam.
Zo zijn er verschillende uitstekend bewaarde gotische glasramen, onder andere de Kroning van Onze-Lieve-Vrouw dat dateert van het 3e kwart van de 15e eeuw. Uit de renaissanceperiode (16e eeuw) schitteren onder meer de Koninklijke glasramen van Nicolaas Rombouts (1519), een van de oudste voorbeelden in de Nederlanden van glasramen uit die periode. De neogotiek en neorenaissance zijn vertegenwoordigd met de Doop van Christus in de Jordaan van J.B. Capronnier (1860), en de Taferelen, die verband houden met het leven van Sint-Gummarus. Een van de markantste recente panelen uit de modernistische periode is de Zeven Manieren van Minne van Michel Martens (1958). Het jongste paneel, Sint-Gummarus als kerkbouwer, landheer en ridder, dateert uit 1968 en is van Oscar Calders.

### Beiaard
Reeds naar het einde van de 16e eeuw hingen er 12 klokken in de Sint-Gummarustoren, de meeste bij naam gekend en elk met zijn specifieke, maatschappelijke functie. De beiaard werd nadien meermaals uitgebreid, maar ook vernietigd bij brand of beschadigd tijdens een oorlog. Op 25 september 2004 werd de grondig gerestaureerde beiaard ingehuldigd. De restauratie verliep op een historisch verantwoorde manier: een met de hand gekapte, 18 ton zware eiken klokkenstoel, 52 handgesmede klepels (naar 18e-eeuws model), beiaardklavier op basis van het ontwerp van Louis Zimmer uit de jaren 1920. De kroon op het werk was de indrukwekkende, bijna 8 ton wegende 'Gummarusklok' (G-0, pedaal) die het uur slaat. De beiaard telde na restauratie 52 klokken, en werd met zijn 30 ton meteen de zwaarste 18e-eeuwse beiaard van West-Europa.

## Historische gebeurtenissen in de kerk
Op 20 oktober 1496 werd er het huwelijk van Filips de Schone en Johanna van Castilië ingezegend. Tijdens de Blijde Intrede in Lier als hertog van Brabant bezocht de jonge Karel V de kerk in het gezelschap van zijn grootvader Maximiliaan van Oostenrijk. Het koor werd voor die gelegenheid versierd met een reeks van vijf koninklijke lancetglasramen. Ze zijn het werk van Nicolaas Rombouts, de hofglazenier van Margaretha van Oostenrijk die ze in 1516-19 vervaardigde. Ze werden geschonken door Maximiliaan en het zijn de oudste en best bewaarde glasramen in de Nederlanden waarvan de stijl werd beïnvloed door de Italiaanse renaissance. Op een ervan is Johanna van Castilië te zien.

## Sint-Gummarusprocessie
Eenmaal per jaar (zondag na 10 oktober) wordt het reliekschrijn van de heilige Gummarus, dat in de 17e eeuw van gedreven zilver werd gemaakt en zowat achthonderd kilogram zwaar is, door 16 dragers van het Genootschap van de Kasdragers meegedragen in een processie door de straten van Lier.

## Restauraties

### 17e tot 20e eeuw
Vanaf de 17e eeuw werden meermaals restauratiewerken uitgevoerd, bijvoorbeeld in 1632-1642, voornamelijk aan het dak. Grondige restauraties gebeurden in 1830-1868, 1875-77 en opnieuw in 1892. Na beschietingen tijdens de Eerste Wereldoorlog in 1914 volgden herstelwerkzaamheden, vooral aan de glasramen. Een volgende restauratie liep van 1939 tot 1942, en opnieuw van 1950 tot 1952.

### 21e eeuw
In 1993 besloot het stadsbestuur tot een restauratieproject. In een eerste fase van de werken, van 2000 tot 2013, werd vooral de buitenzijde opgeknapt. Na een geschil met de architect kan de tweede fase aangevat worden, met nadruk op de binnenzijde en de glasramen. De werken starten einde 2021 en zouden tot 2029 duren:
- 2021-2022: vooronderzoeken
- 2023-2026: oostzijde kerkgebouw, exterieur en interieur
- 2026-2029: westzijde kerkgebouw, exterieur en interieur
- 2028-2029: ontsluitingswerken aan kerk en toren.

Tijdens het vooronderzoek werden archeologische restanten gevonden. Voor de restauratie Om een stabieler binnenklimaat te behouden, wordt een vloerverwarming-ventilatie aangebracht. En de historische trend naar ontpleistering werd voortgezet.
Tijdens die restauratie is de kerk enkel in het weekend te bezoeken.

## Fotogalerij

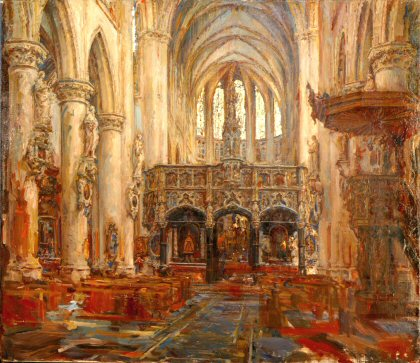
Interieur, geschilderd door Frans Ros
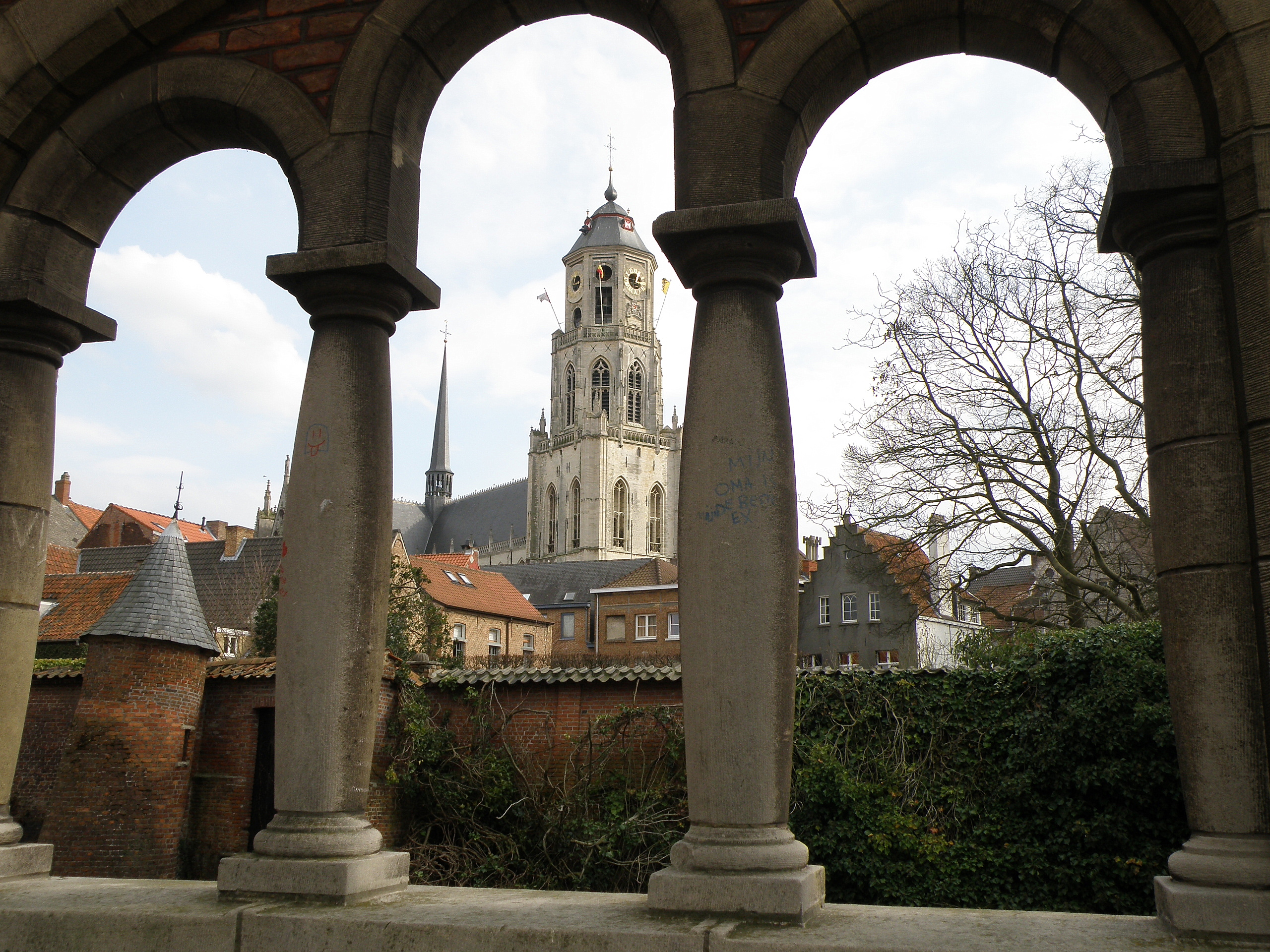
Sint-Gummaruskerk gezien vanaf de Vismarkt
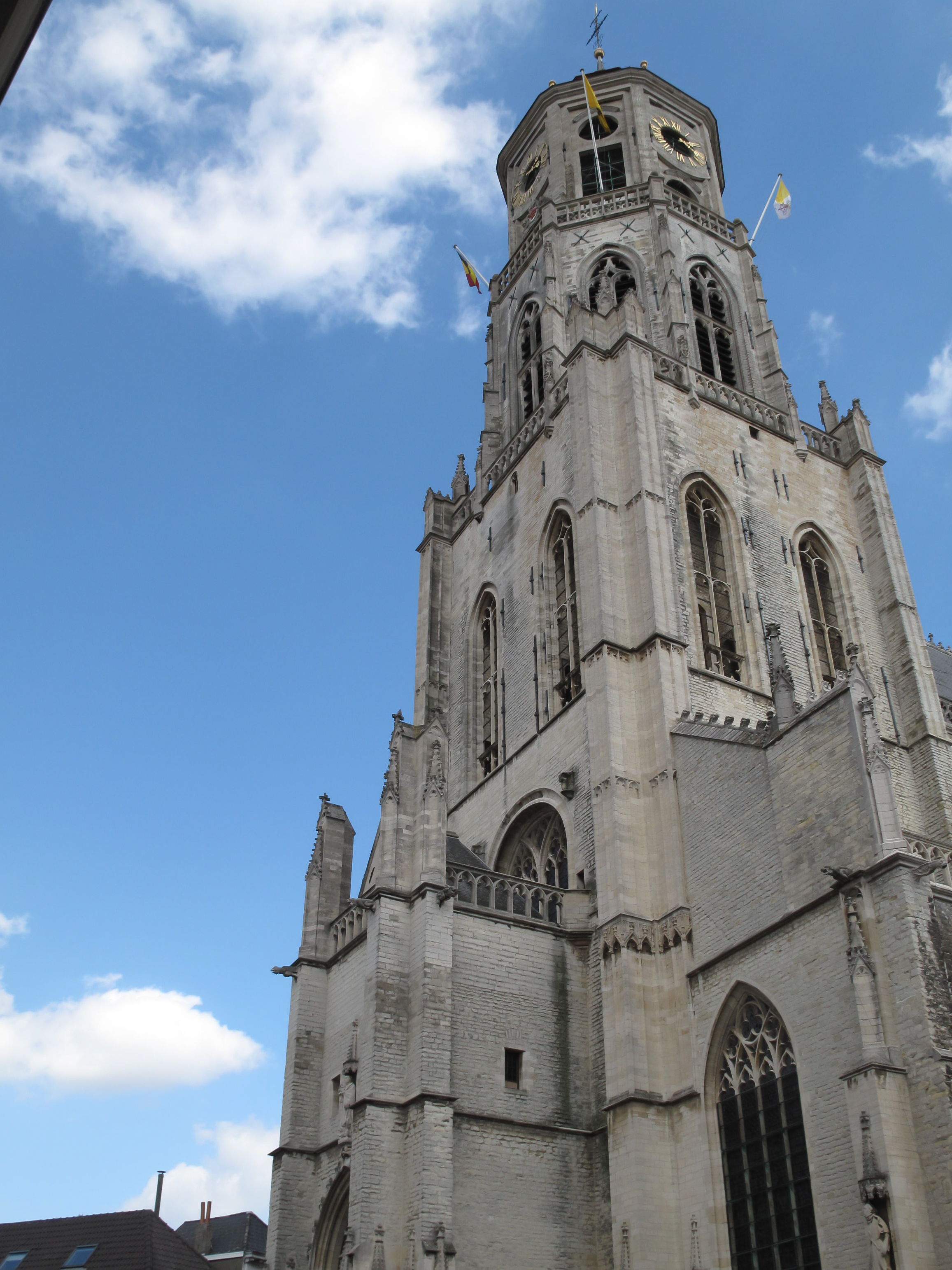
Sint-Gummarustoren
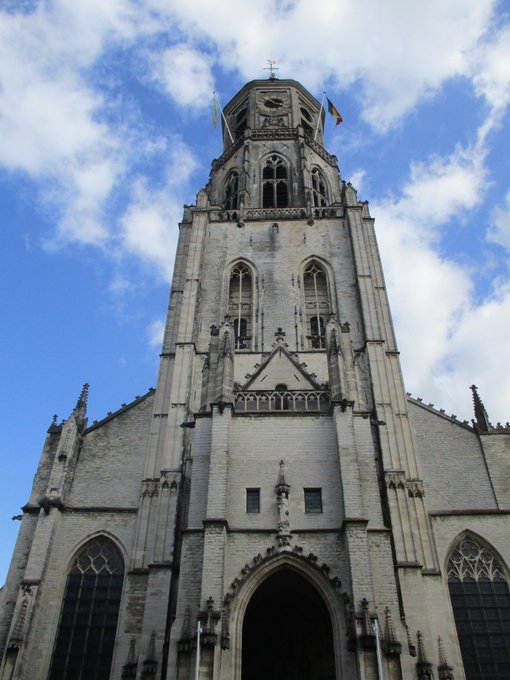
Vooraanzicht Sint-Gummaruskerk te Lier
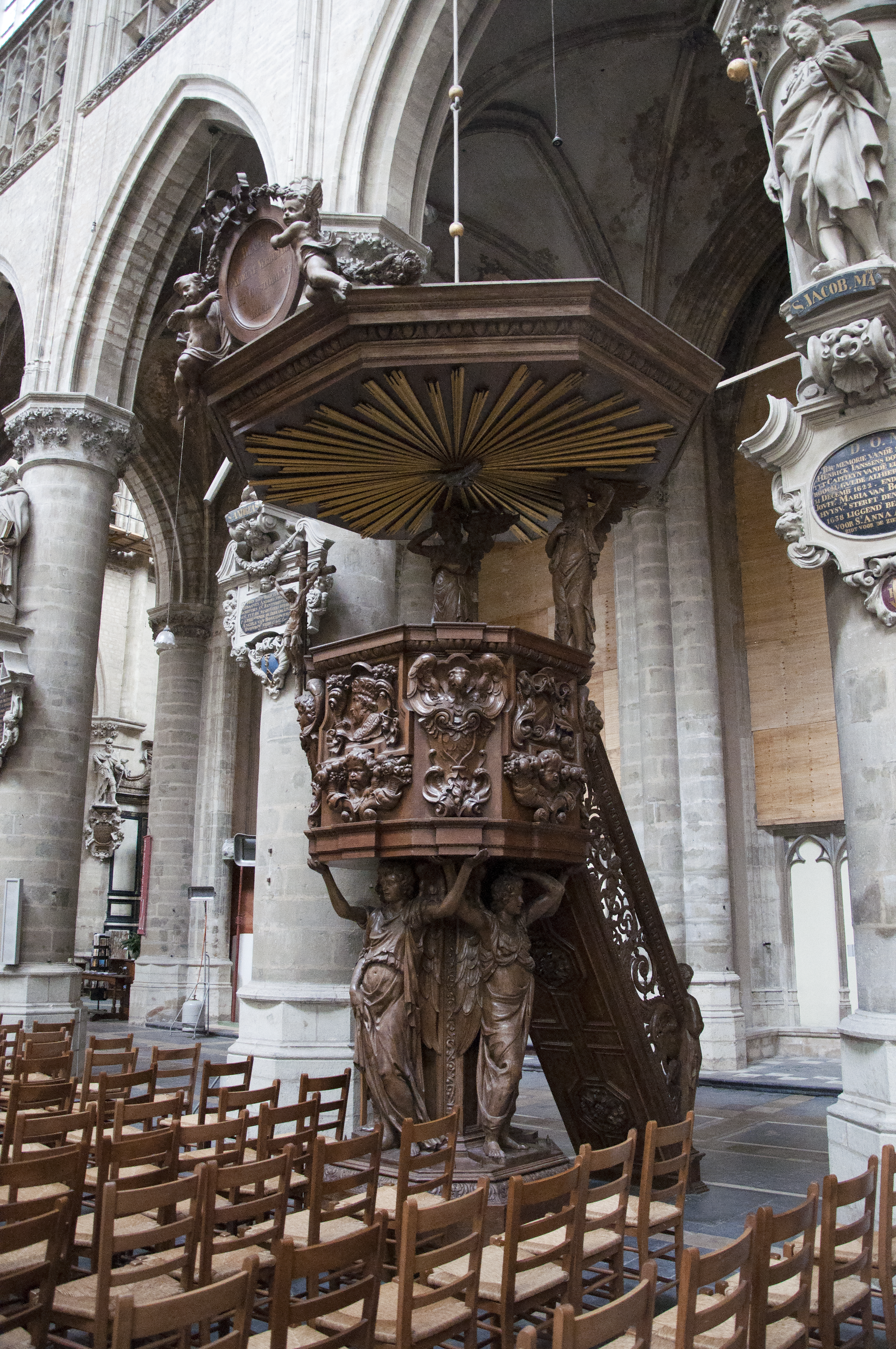
De preekstoel in de kerk
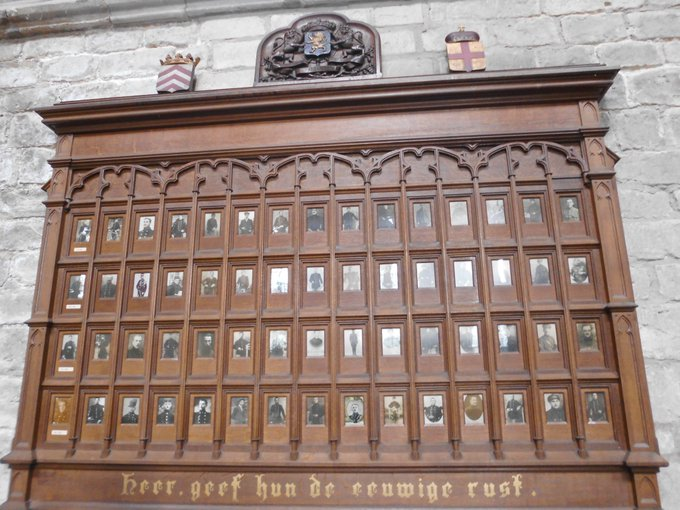
Herdenkingskader met 60 Lierse slachtoffers Eerste Wereldoorlog
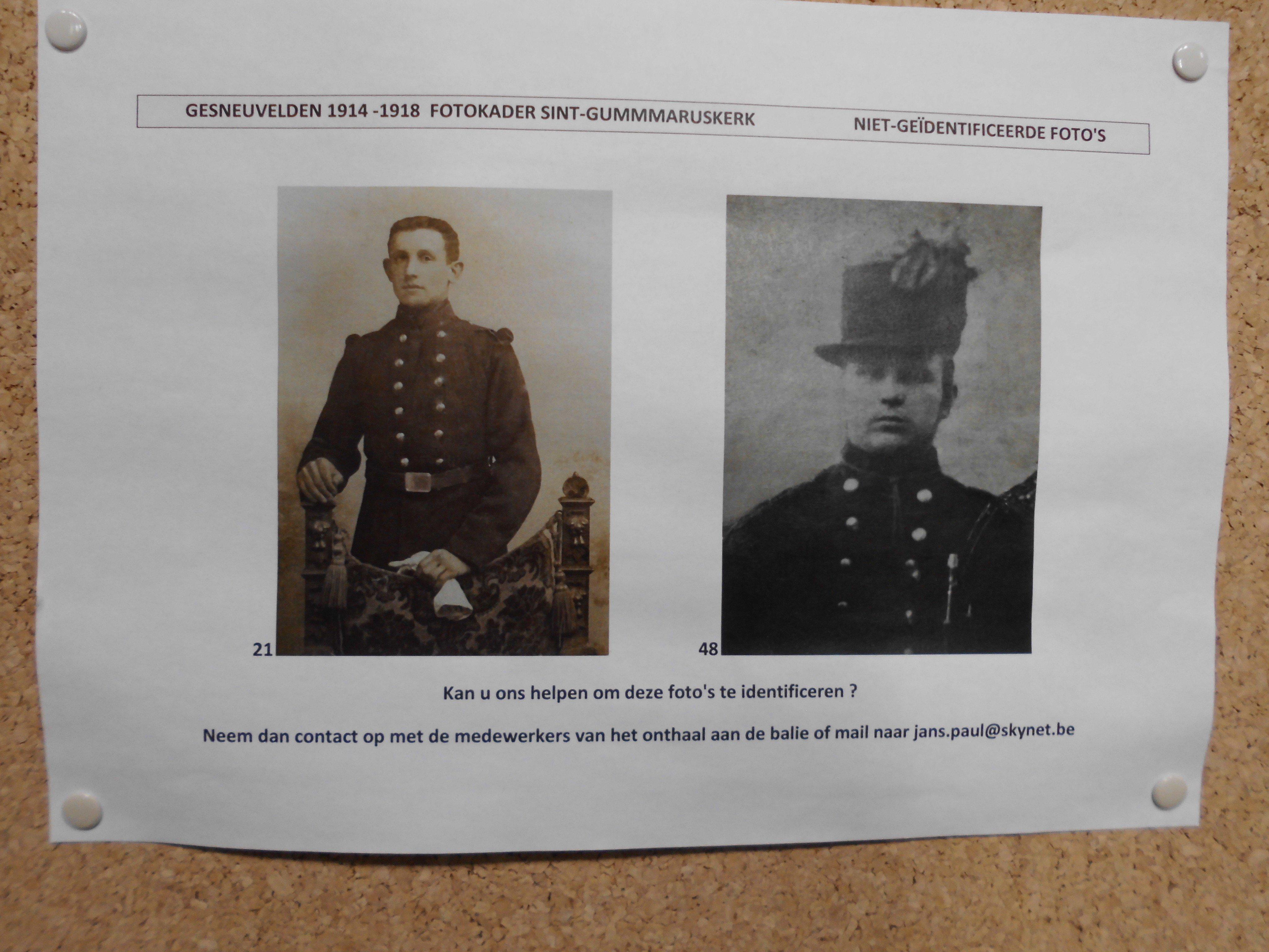
Onbekende slachtoffers Eerste Wereldoorlog te Lier
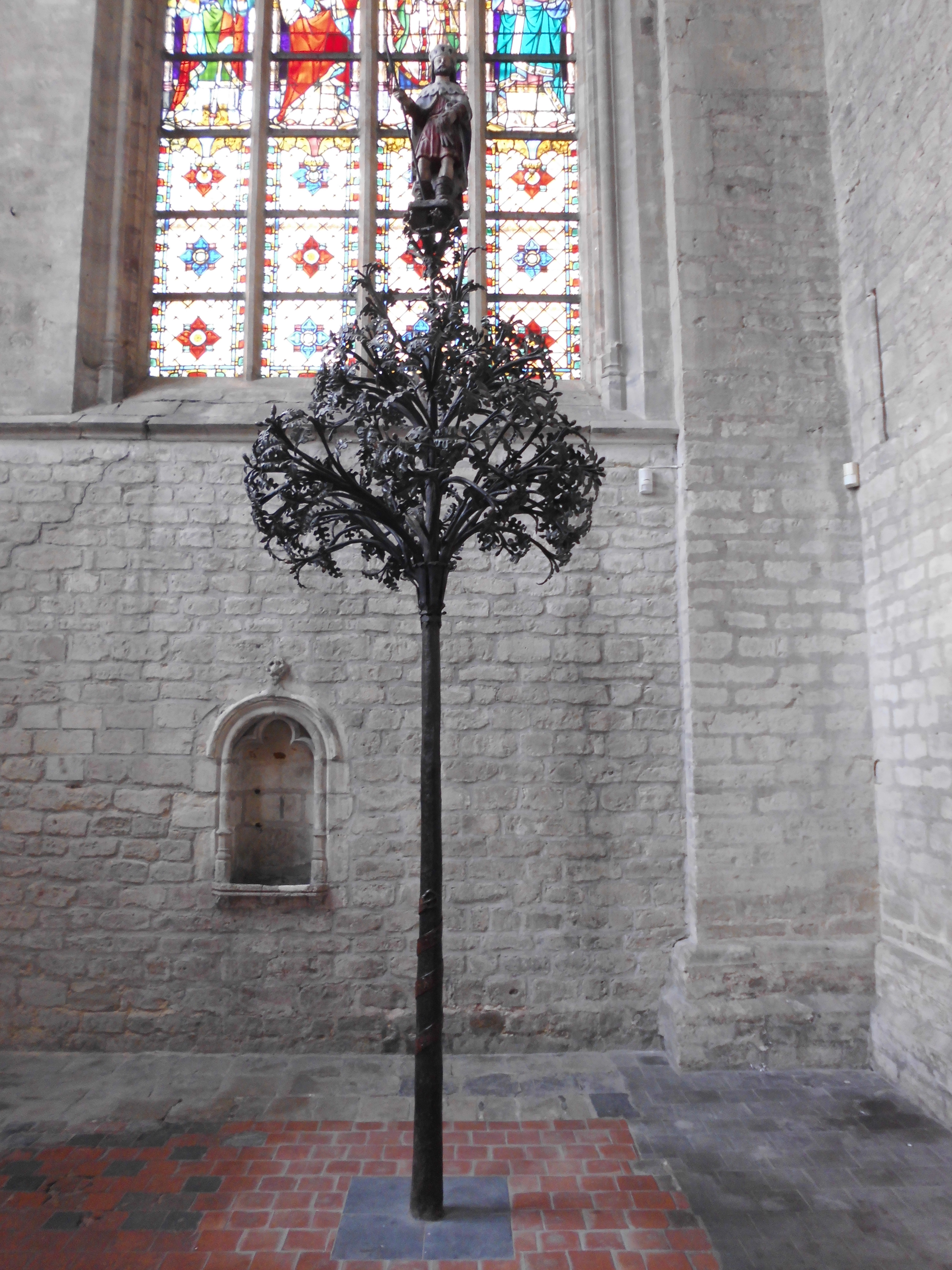
Smeedijzeren boom met een beeld van Sint-Gummarus bovenaan.
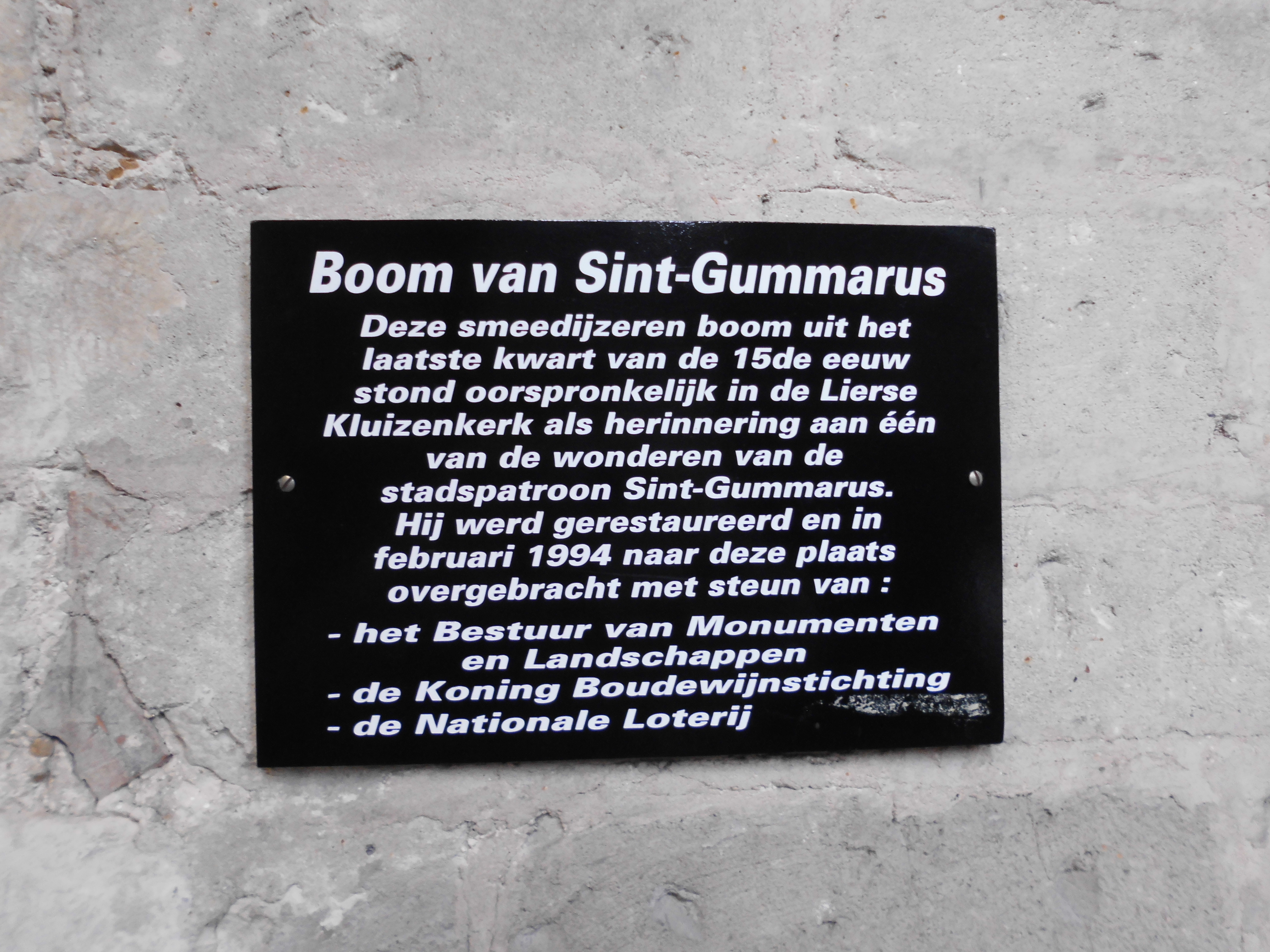
Bijschrift Sint-Gummarus boom
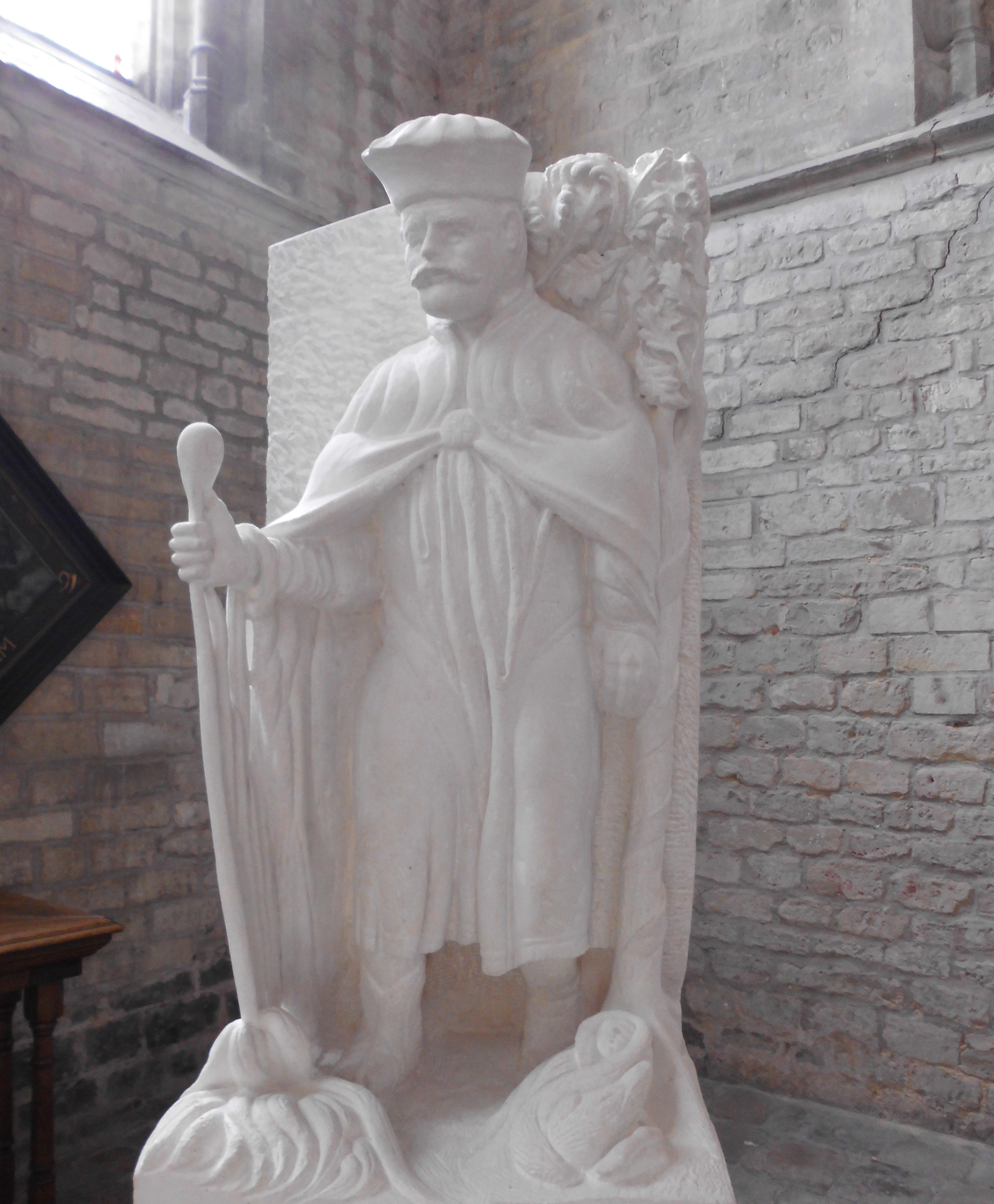
Beeld van Sint-Gummarus